# 020 T Nord 2.001 à 2.035
 (février 2017).
Si vous disposez d'ouvrages ou d'articles de référence ou si vous connaissez des sites web de qualité traitant du thème abordé ici, merci de compléter l'article en donnant les références utiles à sa vérifiabilité et en les liant à la section « Notes et références ».
Les 020 T Nord 2.001 à 2.035 sont des locomotives à vapeur françaises de type Four wheel de la Compagnie des chemins de fer du Nord, destinées à la manœuvre. En 1938, à la création de la Société nationale des chemins de fer français (SNCF), seules trois machines étaient encore en service. Elles devinrent les 2-020 TA 001 à 003 et sont réformées en juin 1945.

## Présentation
Ces machines sont  équipées d'une chaudière verticale (qui leur valut le surnom de "Bouteille à encre") dite à vaporisation rapide. Elle permet à la locomotive d'être mise sous pression en moins d'une heure, voire quelques dizaines de minutes dans le meilleur des cas (contre plusieurs heures pour les chaudières classiques).
Une locomotive de la même conception a été construite par les établissements Cail. Elle est présentée à l'exposition de Milan en 1907.

## Construction
La construction s'est faite dans l'ordre suivant:
- N° 2.001, livrée par Fives-Lille en 1878,
- N° 2.002 à 2.006, livrées par Fives-Lille en 1880,
- N° 2.007 à 2.018, livrées par la  Société Franco-Belge en 1882 et 1883[4],
- N° 2.019 à 2.034, livrées par les Ateliers de la Chapelle en 1884 et 1885,
- N° 2.035, livrée par les Ateliers de la Chapelle en 1889, machine de style différent à chaudière horizontale et équipée d'un cabestan[5].

## Utilisation et service
Les "Bouteilles à encre" sont présentes sur de nombreux embranchements industriels dont elles symbolisent l'essor : l'accroissement du nombre de wagons de marchandises rend le cheval auparavant utilisé, inapte à la tâche.
Il s'agit du prédécesseur du locotracteur diesel qui supplantera la vapeur dans les manœuvres.

## Caractéristiques
- Type : 020 T
- Construction : 1880-1890
- Longueur hors tampons : 4,46 m
- Diamètre des roues motrices : 0,610 m
- Poids à vide : 13 t
- Poids en charge : 18 t
- Pression de la chaudière : 10 kg/cm2
- Diamètre et course des cylindres : 500 mm x 350 mm

## Machine particulière
La locomotive 2.035 avait une chaudière horizontale et avait été équipée d'un treuil.